# Свети Атанасий (Буковик)
Вижте пояснителната страница за други значения на Свети Атанасий.
„Свети Атанасий“ или „Свети Атанас“ (на гръцки: Αγίου Αθανασίου) е православна църква в леринското село Буковик (Оксия), Егейска Македония, Гърция. Храмът е част от Леринската, Преспанска и Еордейска епархия.

## Местоположение
Църквата е гробищен храм, разположен в северозападния край на селото.

## История
Църквата е построена в 1863 година според датата на ктиторския надпис. Като образец на забележителна църковна архитектура и живопис от времето си, църквата е обявена за исторически паметник и паметник на изкуството в 1987 година.

## Описание
В архитектурно отношение е еднокорабен храм с трем от юг и запад. Интересен архитектурен елемент на църквата е полушестоъгълната външна конфигурация на апсидата на светилището, а вътре в нея са запазени две фази на стенописи с изображения на местните светци Ахил и Герман, Свети Спиридон и Света Богородица Влахернска.